# Wide Ruins
Wide Ruins es un lugar designado por el censo ubicado en el condado de Apache en el estado estadounidense de Arizona. En el Censo de 2010 tenía una población de 176 habitantes y una densidad poblacional de 173,8 personas por km².

## Geografía
Wide Ruins se encuentra ubicado en las coordenadas 35°25′3″N 109°29′58″O / 35.41750, -109.49944. Según la Oficina del Censo de los Estados Unidos, Wide Ruins tiene una superficie total de 1.01 km², de la cual 1.01 km² corresponden a tierra firme y (0%) 0 km² es agua.

## Demografía
Según el censo de 2010, había 176 personas residiendo en Wide Ruins. La densidad de población era de 173,8 hab./km². De los 176 habitantes, Wide Ruins estaba compuesto por el 3.41% blancos, el 0% eran afroamericanos, el 96.02% eran amerindios, el 0% eran asiáticos, el 0.57% eran isleños del Pacífico, el 0% eran de otras razas y el 0% pertenecían a dos o más razas. Del total de la población el 0.57% eran hispanos o latinos de cualquier raza.